# 蔡治洲
蔡治洲（？—），男，汉族，湖南益阳人，中华人民共和国政治人物。现任广东省机场管理集团有限公司党委书记、董事长。第十四届全国政协委员。